# Bonnie Tyler
Bonnie Tyler, właśc. Gaynor Hopkins-Sullivan (ur. 8 czerwca 1951 w Skewen) – walijska piosenkarka.

## Życiorys

### Rodzina i dzieciństwo
Urodziła się w Skewen w Południowej Walii. Jest córką Elsie Hopkins (zm. 30 kwietnia 2001) i Glyna Hopkinsa, górnika i weterana II wojny światowej. Wychowywała się w wielodzietnej rodzinie robotniczej: ma trzy siostry i dwóch braci Wychowywała się w duchu wiary protestanckiej, uczęszczała trzykrotnie w niedziele na nabożeństwa.
Jej rodzeństwo miało różne gusta muzyczne, co pozwoliło jej zetknąć się z artystami, takimi jak Elvis Presley, Frank Sinatra czy Beatlesi. Śpiewaniem zainteresowała ją matka.

### Kariera
Pierwszy publiczny występ dała w wieku 12 lat, kiedy to zaśpiewała w kaplicy anglikański hymn „All Things Bright and Beautiful”. W kwietniu 1969 zajęła drugie miejsce w lokalnym konkursie talentów. Występowała w chórkach w miejscowych zespołach R&B, w tym Mumbles and Imagination, a także przez prawie dziesięć lat jeździła z występami po okolicach południowej Walii. Dorabiała, pracując w sklepie.

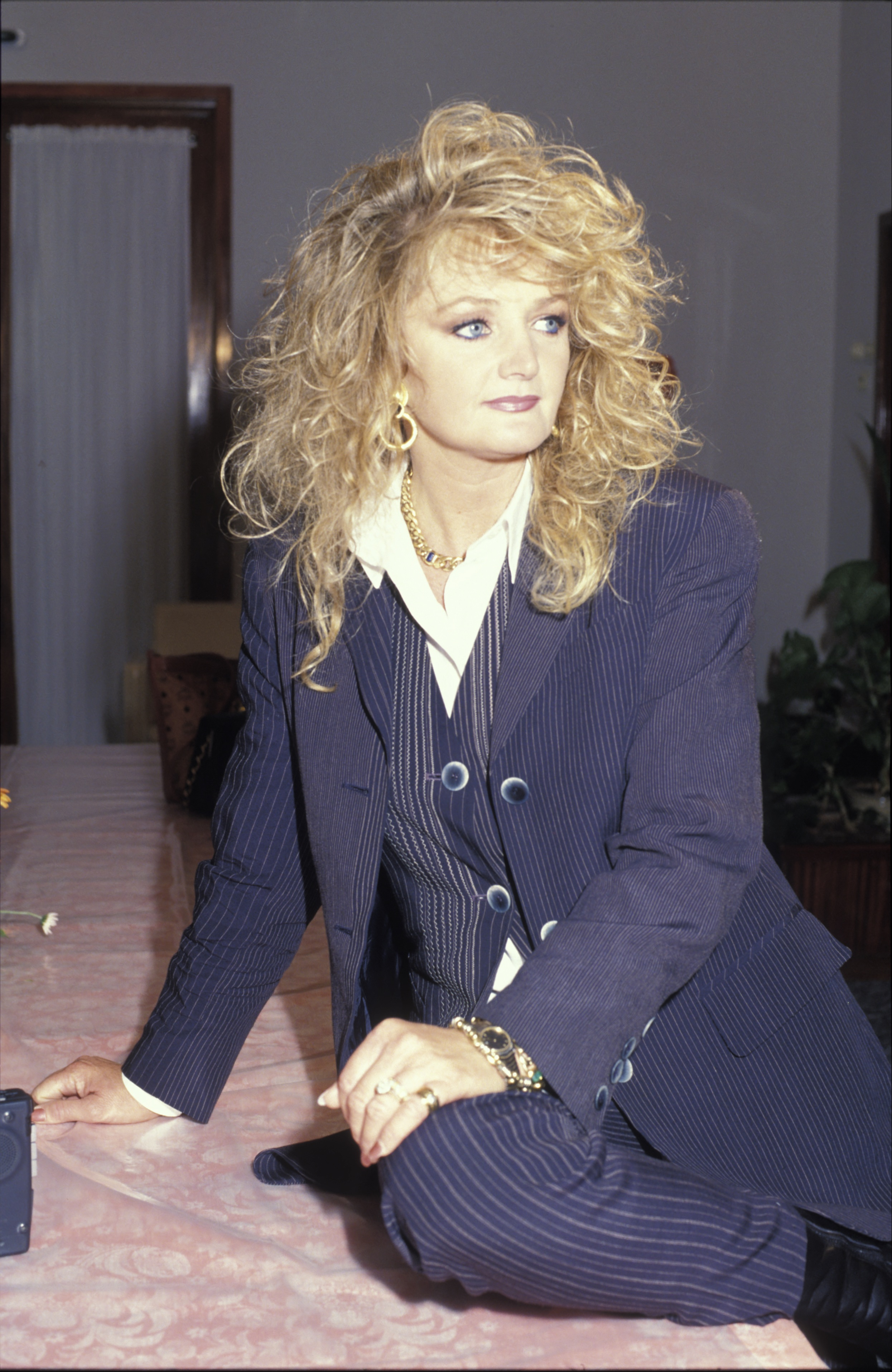
Tyler (1997)

W 1975 została zauważona w Townsman Club w Swansea przez łowcę talentów Rogera Bella, który zaprosił ją do Londynu. Wkrótce nagrała demo i podpisała kontrakt z RCA Records. Jej debiutancki singiel „Lost in France” z 1976 stał się hitem Top 10 w Wielkiej Brytanii. Kolejny utwór, „More Than a Lover”, dotarł do 27. miejsca na liście przebojów. W lutym 1977 wydała album pt. The World Starts Tonight. Po nagraniu płyty wykryto u niej guzki na strunach głosowych, dlatego poddała się operacji krtani. Po kilku miesiącach powróciła do zdrowia, a jej menedżerami zostali Ronnie Scott i Steve Wolfe. Tyler wylansowała międzynarodowy hit „It's a Heartache”, który ukazał się pod koniec 1977. Drugi album, Natural Force, wydany w 1978, osiągnął 16. miejsce na liście Billboard 200 i zdobył certyfikat złotej płyty Recording Industry Association of America (RIAA).
W 1983 wydała album studyjny pt. Faster Than the Speed of Night, który zapewnił jej światową rozpoznawalność. Płytę promowała m.in. przebojem „Total Eclipse of the Heart”. W tym okresie została uznana za wybitną osobowość muzyki pop i uzyskała nominację do nagrody Grammy. Następnie wylansowała m.in. hity: „If You Were a Woman (And I Was a Man)” (1986) i „A Rockin' Good Way” (1987), który nagrała w duecie z Shakin’em Stevensem. 
W latach 1991–1994 współpracowała z Dieterem Bohlenem, dzięki czemu zyskała popularność w krajach niemieckojęzycznych. W tym okresie wydała trzy albumy: Bitterblue (1991), Angel Heart (1992) i Silhouette in Red (1993). W 2004 nagrała „Si demain…”, francuskojęzyczną wersję piosenki „Total Eclipse of the Heart”, którą nagrała w duecie z Kareen Antonn. Utwór dotarł do pierwszego miejsca list przebojów we Francji, Belgii i Polsce.
18 maja 2013, reprezentując Wielką Brytanię z utworem „Believe in Me”, zajęła 19. miejsce w finale 58. Konkursu Piosenki Eurowizji w Malmö. 15 marca 2019 wydała album pt. Between the Earth and the Stars, na którym umieściła m.in. utwory nagrane w duetach: „Battle of the Sexes” z Rodem Stewartem, „Someone's Rockin' Your Heart” z Francisem Rossi i „Taking Control” z Cliffem Richardem.

## Życie prywatne
14 lipca 1973 wyszła za Roberta Sullivana, byłego judokę, który po zakończeniu kariery sportowej został menedżerem Tyler. Mieszkają w Swansea w Walii, mają też dom w Portugalii.

## Dyskografia
- The World Starts Tonight (1977)
- Natural Force / It's a Heartache (1978)
- Diamond Cut (1979)
- Goodbye to the Island (1981)
- Faster Than the Speed of Night (1983)
- Secret Dreams and Forbidden Fire (1986)
- Bonnie Tyler the video (1986)
- Hide Your Heart / Notes from America (1988)
- Bitterblue (1991)
- Angel Heart (1992)
- Silhouette in Red (1993)
- Free Spirit (1995)
- All in One Voice (1998)
- Heart & Soul / Heartstrings (2002)
- Simply Believe (2004)
- Wings (2005)
- Celebrate CD+DVD (2006)
- Bonnie on Tour Live DVD (2006)
- Bonnie Tyler Live (2006)
- From the Heart Bonnie Tyler Greatest Hits (2007)
- Rocks and Honey (2013)
- Between the Earth and the Stars (2019)
- The Best Is Yet To Come (2021)